# Akyaka
Akyaka est une ville et un district de la province de Kars dans la région de l'Anatolie orientale en Turquie.

## Histoire
Autrefois, un train reliait cette ville turque à l'Arménie. Mais plus aucune locomotive ne s'aventure au-delà depuis le gel des relations diplomatiques entre les deux pays en 1993. En cause, la non-reconnaissance par les Turcs du génocide arménien et la question du Haut-Karabagh.